# Єлезовська
Єле́зовська (рос. Елезовская) — присілок у складі Верховазького району Вологодської області, Росія. Входить до складу Нижньо-Вазького сільського поселення.

## Населення
Населення — 4 особи (2010; 0 у 2002).